# Владана
Владана је словенско име. Женска је форма имена Владан.

## Имендани
Чешка: 30. августа, Словачка: 16. октобар

## Познати носиоци
- Владана Вучинић, црногорска певачица
- Владана Ликар-Смиљанић, илустратор књига за децу